# Веселов, Евгений Николаевич
Евге́ний Никола́евич Весело́в (род. 29 августа 1954 года) — программист, разработчик текстового редактора «Лексикон» (первоначальное название - Е9), начавший его разработку в 1984 году.

## Биография
Работал в ВЦ Академии наук СССР, был одним из членов команды программистов, работавших под руководством Виктора Брябрина и делавших оригинальные проекты на IBM PC.
Дальнейшая работа была несколько лет связана с поддержкой «Лексикона», которая осуществлялась в рамках различных компаний: кооператив «Мастер-центр», СП «ПараГраф» (к 1990-му году «Лексикон» был одним из трёх программных продуктов, на котором строилось финансовое благополучие этой компании), СП «Микроинформ». 
В компании Микроинформ Веселов также занимался разработкой интегрированной среды «Мастер», включавшей в себя возможности текстового процессора, электронной таблицы, СУБД и средства визуализации данных.
В 1995 году Веселов прекратил работу над «Лексиконом» и «Мастером» и перешёл в компанию IBS, где стал директором дивизиона программных решений.
В 2007 году работал в Microsoft архитектором в команде Internet Explorer.
Автор ряда книг.